# Rotsunda gård

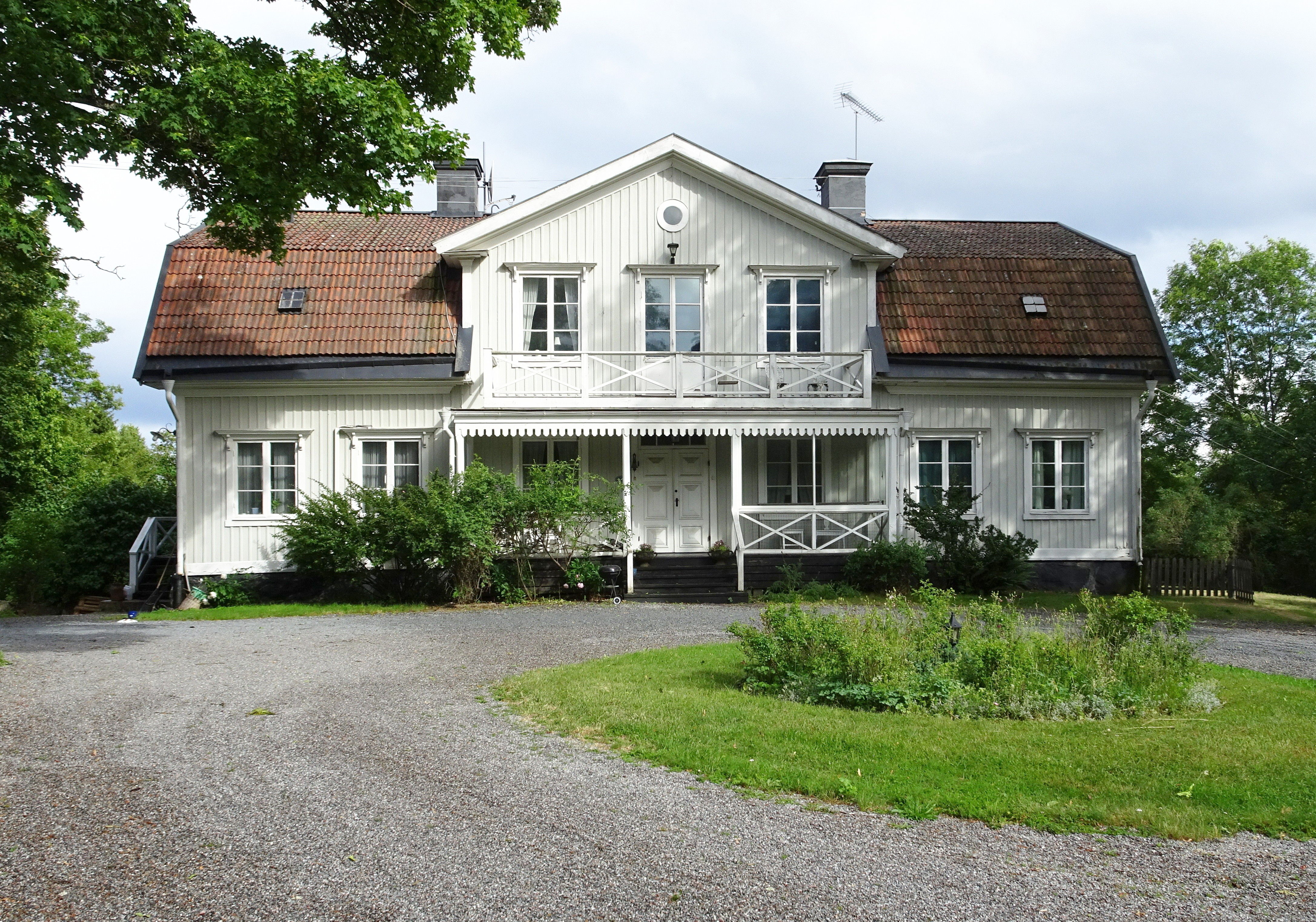
Rotsunda gårds huvudbyggnad, 2018.

Rotsunda herrgård ligger i Sollentuna socken och den nuvarande kommundelen Rotebro i Sollentuna kommun, Stockholms län. Gården gav namn åt Rotebros bostadsområde ”Rotsunda”.

## Namnet
Mellan sjöarna Norrviken och Edssjön fanns på forntiden ett sund med en segelled som gick från Östersjön till Mälaren. Sundet, vars rest är den nuvarande Edsån,  kallades Rotsundet och byn i dess närhet fick namnet Rotsunda. Här fanns en samlingsplats vid orostider då den militära "roten" kallades in. Strax norr om ån ligger kullen med fornborgen Rotebro skans som minner om slaget vid Rotebro, där Sten Sture den äldre slogs förgäves mot danskarna och kung Hans den 28 september 1497.

## Historik

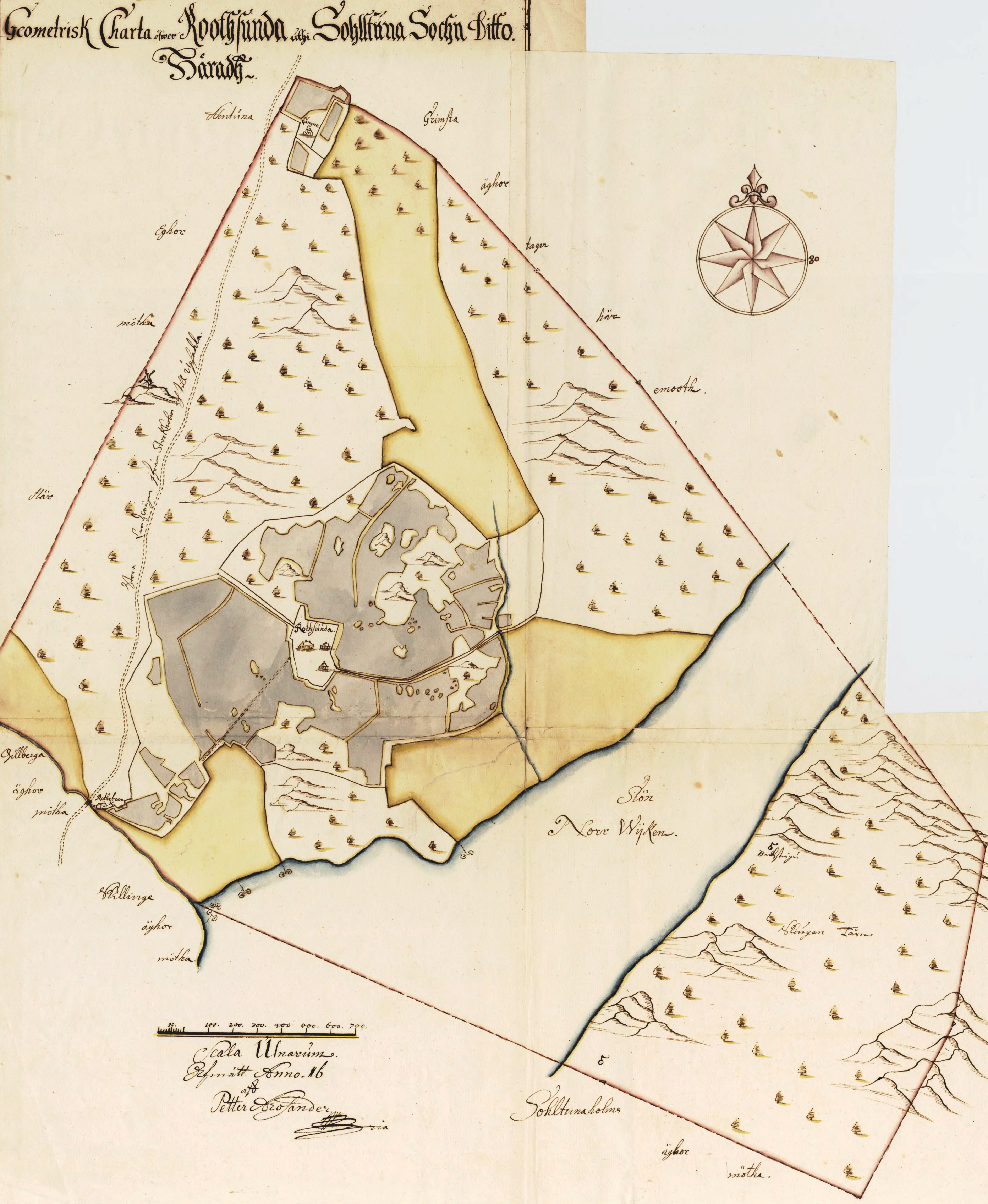
Rotsunda gårds ägor på 1600-talet.

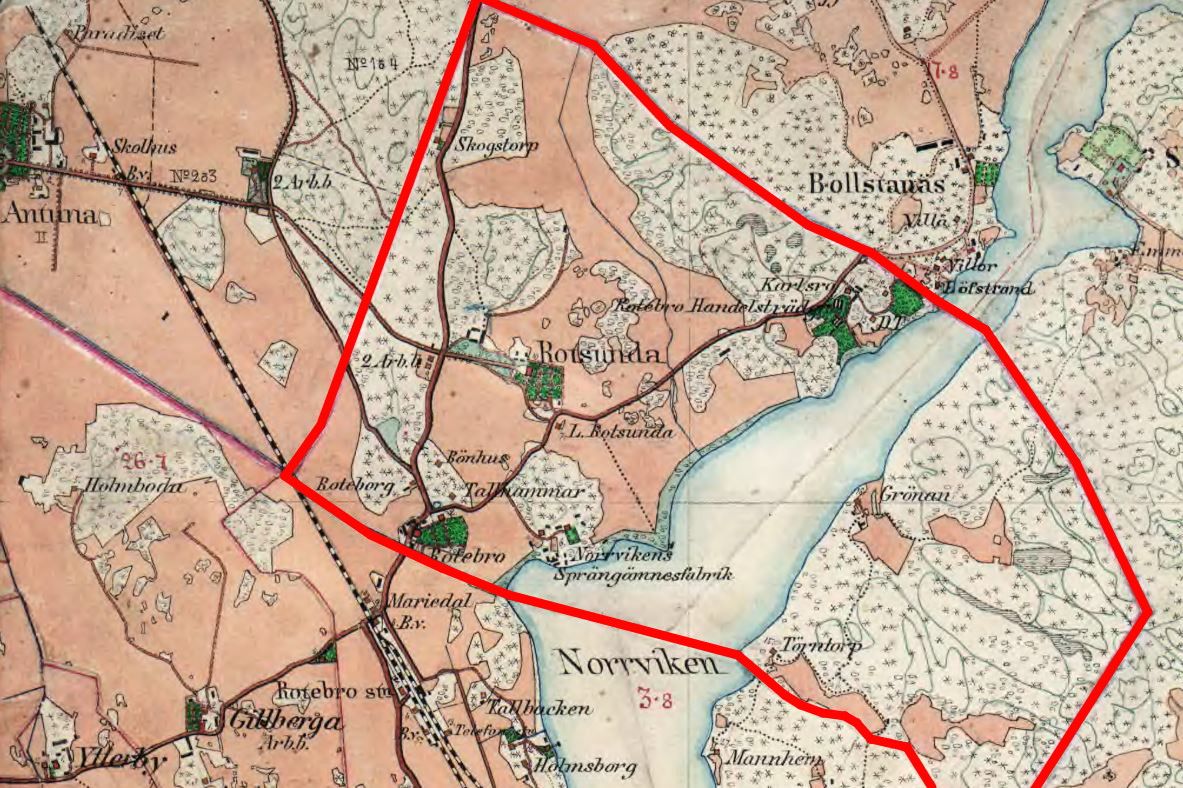
Rotsunda gårds ägor kring 1900.

Rotsunda omnämns första gången år 1409 som Rodesunda och 1418 talas det om en Olaf i Rotasunda.
Rotsunda ägdes på 1600-talets mitt av landshövdingen Johan Berndes, vilken även innehade den närbelägna gården Sollentunaholm. På en samtida karta framgår gårdens ägor som även omfattade en del av marken sydost om Norrviken och en del av Norrvikens vattenområde. I norr sträckte sig egendomen till dagens Breddens trafikplats, i öster vidtog Grimstas ägor och i väster Antunas. Den södra gränsen utgjordes av Edsån. Samma gränser existerade fortfarande kring sekelskiftet 1900.
Berndes fick 1647 tillstånd av Drottning Kristina ”att vid Rotebro i Sollentuna socken på sitt eget fasta frälse (Rotsunda) låta upprätta och förfärdiga en krog till den vägfarande mans å den orten befordran med öl, mat och härbärge samt annan fordonskap för en billig och skälig betalning”. Gästgiveriet fick heta Rotebro gästgivargård och är känd från målningen Grindslanten av August Malmström. På målningen syns den numera försvunna gästgivargården där Malmström bodde flera somrar på 1880-talet.
På 1600- och 1700-talen bestod Rotsunda (Rothsunda) av tre gårdar: Norrgården, Mellangården och Södergården. Mot nordväst ledde en allé fram till ”Stora Landsvägen ifrån Stockholm till Uppsala” (dagens Uppsalavägen). Kring 1880 beskrevs Rotsunda som ”Herregård i Sollentuna socken vid sjön Norrviken, nära Rotebro jernvägsstation. Under samme egare (Carl Frans Lundström) lyder 33/4 mtl Antuna i Eds socken”. På 1920-talet ägdes Rotsunda och Antuna av familjen Curman.

## Dagens Rotsunda
Rotsunda började bebyggas med villor och flerfamiljshus 1947. Bebyggelsen utökades under 1980- och 1990-talen av Sollentunahem. I slutet av 1960-talet byggdes Uppsalavägen ut till motorväg. Den gamla vägsträckningen försvann likaså gårdens ekonomibyggnader och allén till Rotsunda gård förlorade sin kontakt med den viktiga färdvägen. Själva huvudbyggnaden från 1800-talets slut finns fortfarande kvar tillsammans med en flygel och ett stall från 1700-talet samt ett magasin från samma tid. Till den bevarade bebyggelsen hör även ett litet rödmålat vapenhus från 1600-talet. På gården, som är privatägd, bedrivs hästverksamhet Rotsunda stall. Tomten med sina hästhagar och historiska byggnader är numera helt kringbyggd av moderna bostadskvarter och 3M:s stora kontorshus. Genom området leder Rotsundagårdsvägen.

## Nutida bilder

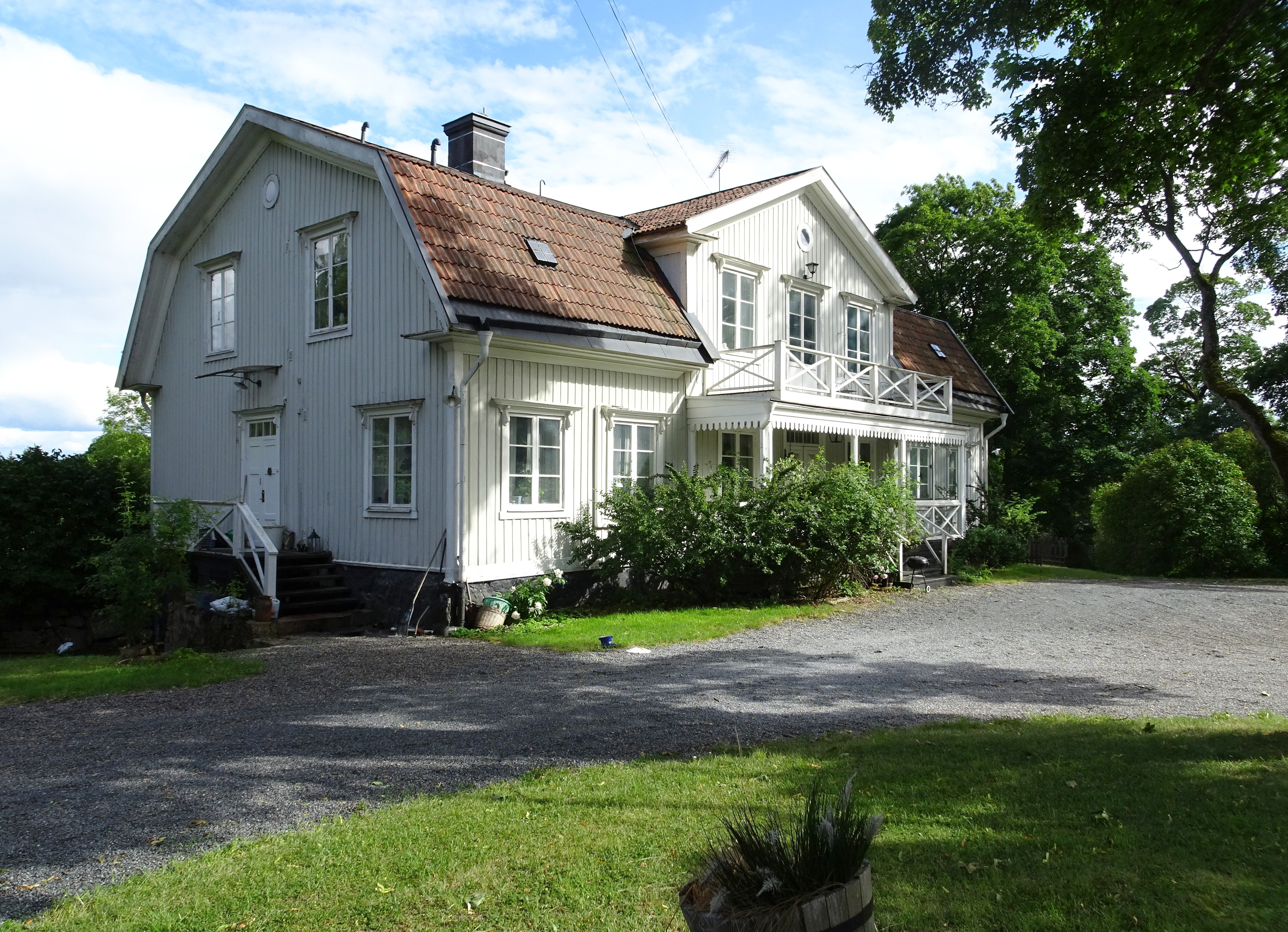
Huvudbyggnaden
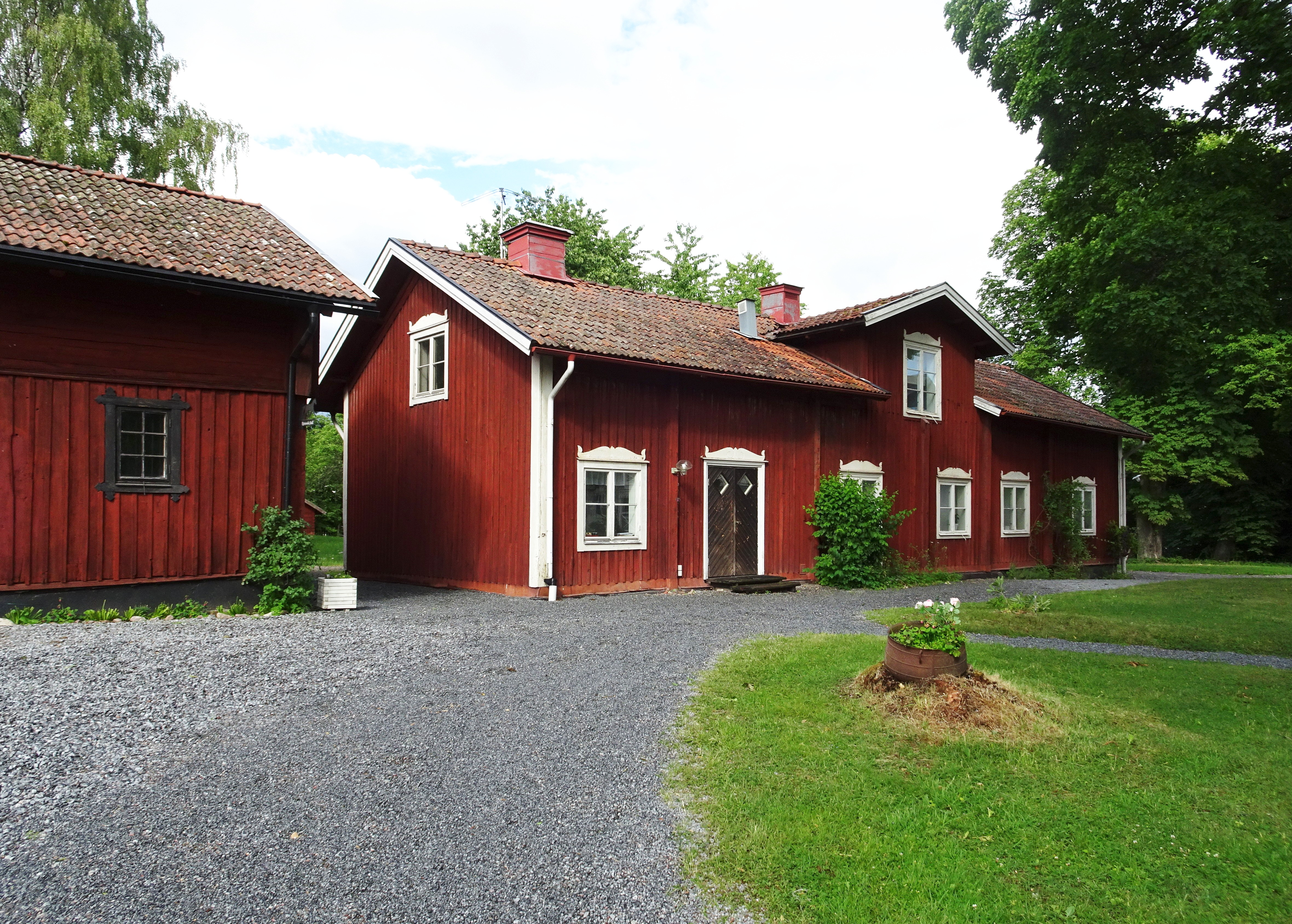
Flygeln och stallet
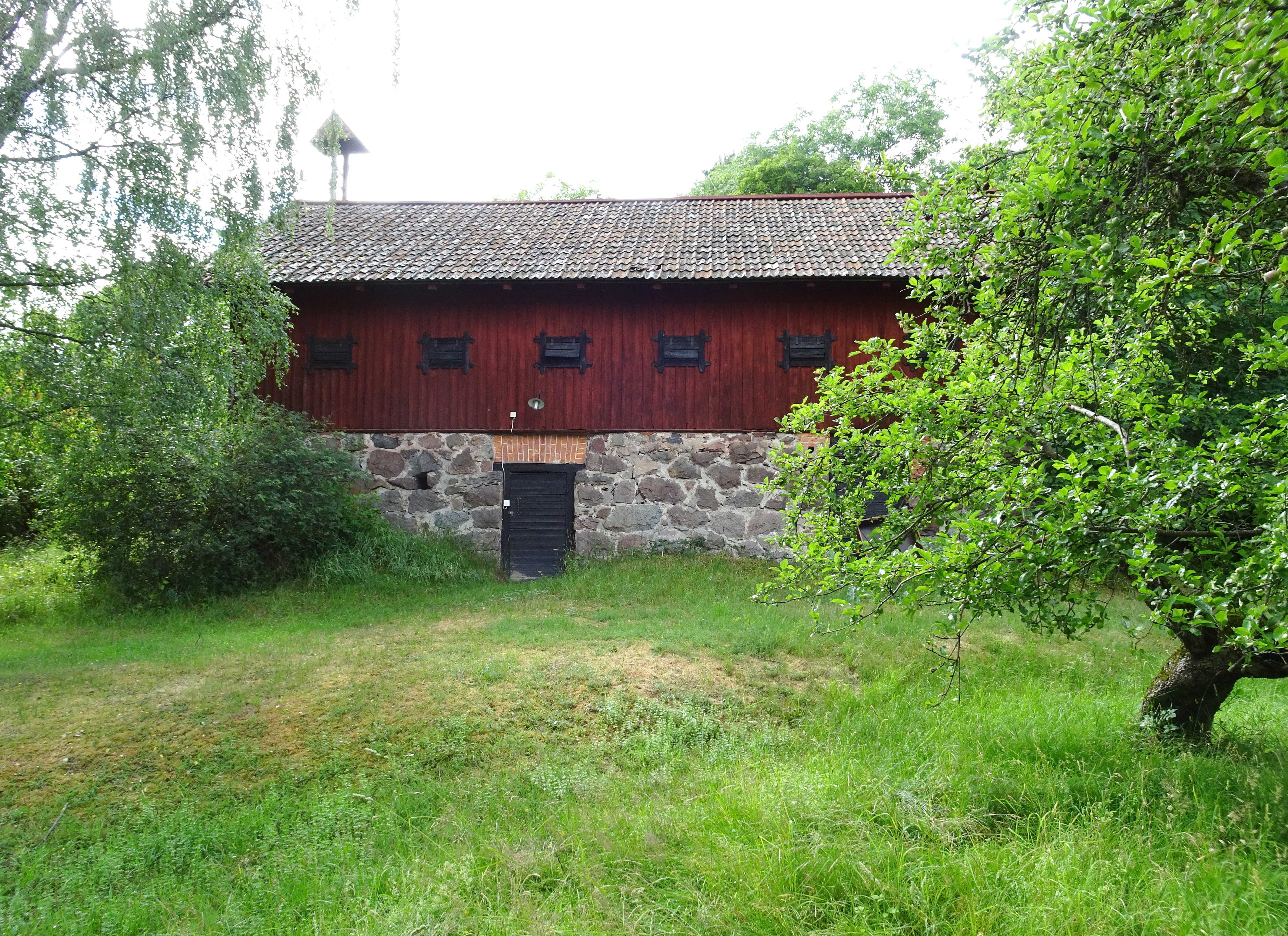
Magasinet
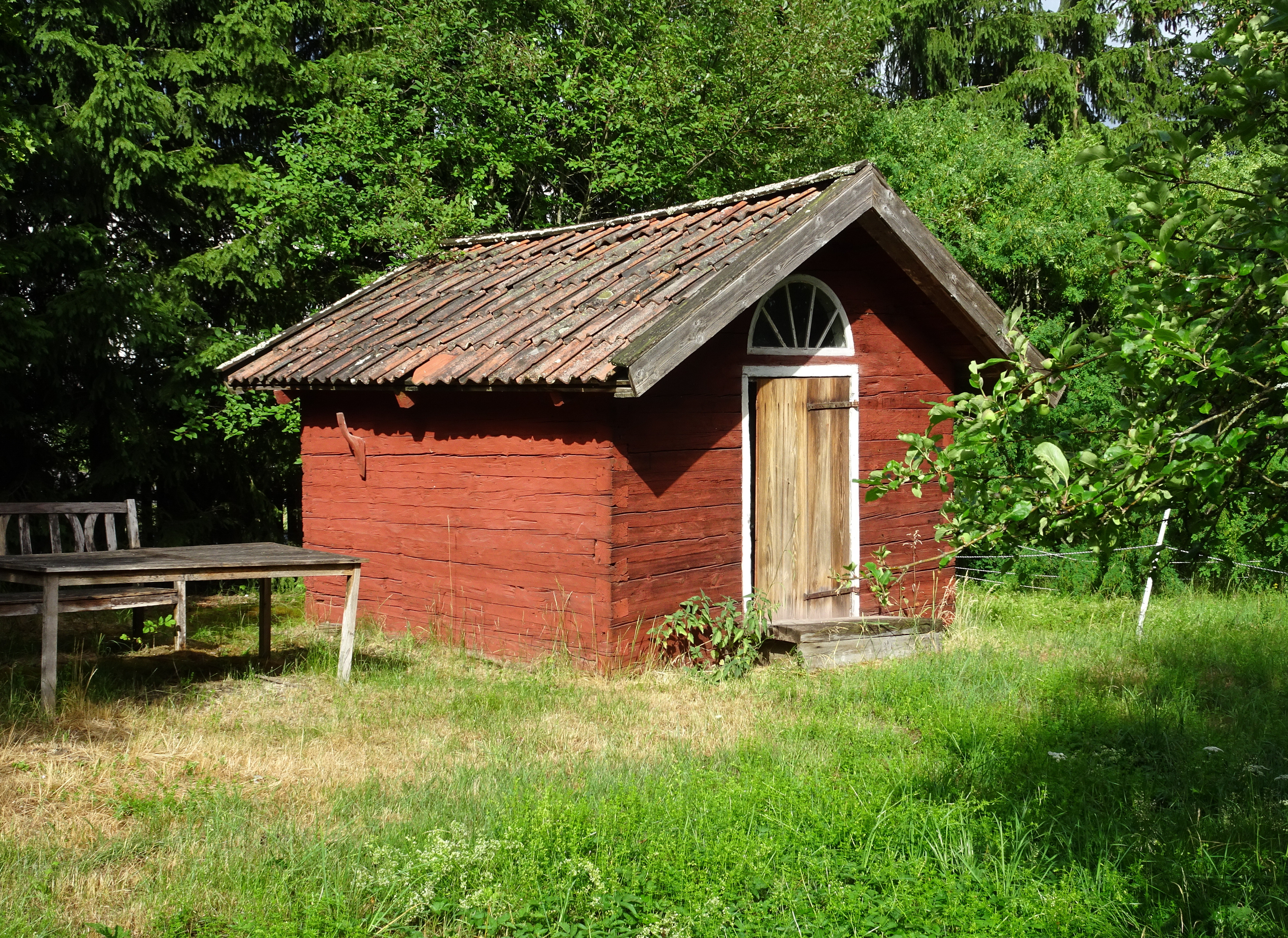
Vapenhuset
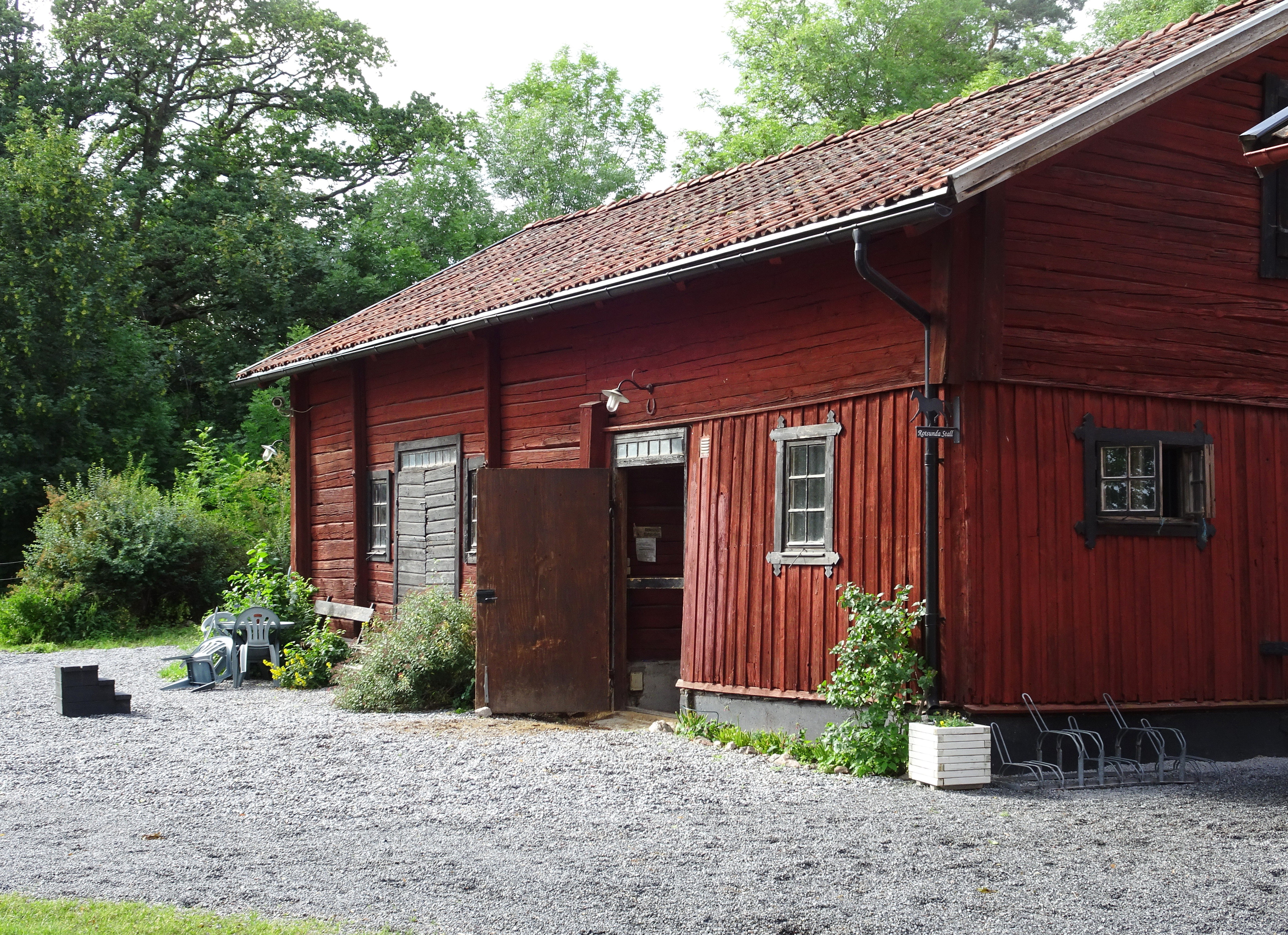
Stallet